# قارن الأول
قارن الأول (بالفارسية: كارن يكم) ( ولد 839 - توفي 867) هو أمير فارسي وثامن حكام السلالة الباوندية عاش في القرن التاسع وحَكم طبرستان في شمال إيران، واعتنق الإسلام قبل وفاته.